# Čehoslovačka vlada u egzilu
Čehoslovačka vlada u egzilu ili Privremena vlada Čehoslovačke (češ. Prozatímní státní zřízení, sl. Dočasné štátne zriadenie) bio je neslužbeni naziv dan Komitetu narodnoga oslobođenja Čehoslovačke (1939.–1945.). Naziv su prvi koristili Britanci, premda su ga kasnije usvojili i ostali Saveznici. Komitet je izvorno nastao u Parizu u listopadu 1939. godine, a osnovao ga je tadašnji čehoslovački predsjednik u progonstvu Edvard Beneš. Kako Komitet nije uspio ispregovarati diplomatski status s Francuskom, a njemačka okupacija Francuske  bila sve izglednija, Beneš je središte Komiteta tijekom 1940. preselio u London, odakle je i djelovao do svršetka Drugoga svjetskoga rata. 
Vlada u progonstvu bila je zakonita, međunarodno priznata Vlada Čehoslovačke za trajanja Drugoga svjetskoga rata. Djelovala je u cilju povratka Čehoslovačke u granice prije potpisivanja Münhenskoga sporazuma, odnosno, kasnije njemačke okupacije. Države koje su ju priznale smatrale su je zakonskom nasljednicom Prve Čehoslovačke Republike. 
Vlada je službeno prestala postojati 5. travnja 1945. godine, kada je u Košicama uspostavljena vlada u domovini. Naslijedila ju je Treća Čehoslovačka Republika.